# پشامگ
پشامگ، روستایی در دهستان پارود بخش پارود شهرستان راسک در استان سیستان و بلوچستان ایران است.

## جمعیت
بر پایه سرشماری عمومی نفوس و مسکن در سال ۱۳۹۵ جمعیت این روستا ۱٬۷۸۰ نفر (۴۲۳خانوار) بوده‌است.